# Hospital Santa Izabel
Hospital Santa Izabel é uma antiga casa de saúde brasileira, católica, e sem fins lucrativos, da cidade de Salvador, capital do estado da Bahia, pertencente à Santa Casa de Misericórdia da Bahia.
Localiza-se no bairro de Nazaré, à Praça Conselheiro Almeida Couto.

## Histórico
Sua origem remonta  ao antigo Hospital de Caridade da Santa Casa da Misericórdia, fundado junto com a cidade de Salvador em 1549 e que funcionava à rua da Misericórdia, onde está o Museu da Santa Casa. Em 1814 já se discutia a necessidade de aumentar as instalações, porém foi somente após a Guerra da Independência que a Irmandade adquiriu uma nova propriedade, as terras que pertenciam à Antônio Alves de Carvalho.
Com a aquisição realizada em maio de 1828, a pedra fundamental foi lançada em treze de julho do mesmo ano, porém as obras foram interrompidas no ano seguinte. De acordo com Manuel Querino em seu livro "As Artes na Bahia" de 1909, a planta foi elaborada pelo arquiteto holandês Pedro  Weyll em 1830. Em 1832, a entidade passa a utilizar as instalações do Hospital Militar que funcionava no Colégio dos Jesuítas e foi extinto pelo Imperador. Em 1837 as obras tiveram sua primeira retomada acompanhadas por Pedro Weyll, porém com o seu falecimento em 1839, o projeto foi paralisado novamente. Em 1884, com Conde Pereira Marinho como provedor da Santa Casa de Misericórdia, o trabalho é retomado com o arquiteto Carlos Croesy como superintendente das obras. O hospital foi inaugurado em  trinta de outubro de 1893 substituindo o Hospital da Caridade da Santa Casa de Misericórdia da Bahia. À época, era o maior hospital do Brasil com trezentos leitos.
Em 1915 realizou a primeira transfusão de sangue na Bahia. No final da década de 1920 trabalhou ali, como lavador de frascos da farmácia do hospital, o compositor Assis Valente.
Em 1936 foi realizada em suas dependências a primeira reunião da Liga Bahiana Contra o Câncer, que posteriormente fundaria o Hospital Aristides Maltez.
Em 11 de abril de 2016 seu Ambulatório Silva Lima, que atende pacientes da rede pública, após reforma e ampliação, foi reinaugurado.
A memória da entidade está preservada no Museu da Misericórdia de Salvador, situado à Praça da Sé.
Em 2019 conquistou o selo internacional de Hospital Digital, concedido  pela Healthcare Information and Management Systems Society (HIMSS).

## Arquitetura

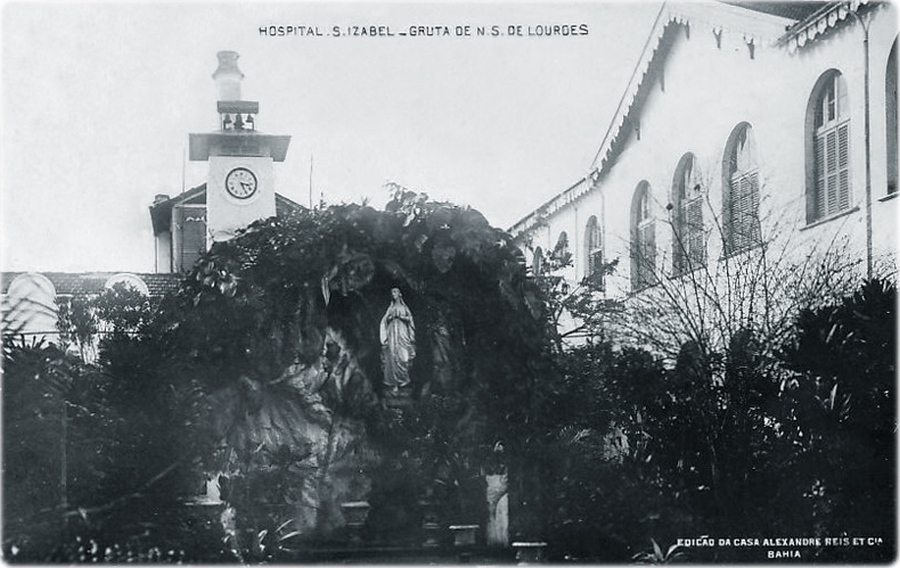
Gruta N. S. de Lourdes diante da capela, em 1908

A construção em estilo neoclássico possui 281 metros de comprimento por 196 de largura. À sua entrada está o monumento em homenagem ao Conde Pereira Marinho, realizada pelo escultor Antônio Rola de Simad em Gênova. Em sua fachada principal possui duas escadarias laterais em mármore de Lisboa. Obras complementares à edificação original foram realizadas no ano de 1910, segundo relatórios da Santa Casa, já com Teodósio Teixeira Gomes como provedor, onde constam gastos com  construções para o hospital.
A capela do hospital está localizada na área central da edificação principal, no segundo pavimento, e foi restaurada em 2010, mantendo suas características originais. Traz em sua frente uma gruta de Nossa Senhora de Lourdes, com esculturas do século XVIII e XIX, ainda existente (embora a torre com relógio, ao fundo desta - vide imagem - não mais exista).